# Adolfo Saguier
Adolfo Saguier (1832 — 1902) foi um político paraguaio, presidente do país (de jure) de 4 de setembro de 1880 a 25 de novembro de 1881, assumindo a presidência logo após a morte de Cándido Bareiro, de quem era vice-presidente. Neste mesmo período, governava de facto o General Bernardino Caballero, que tomou o poder e tornou-se presidente.